# Paraleptophlebia strandii
Paraleptophlebia strandii is een haft uit de familie Leptophlebiidae. De wetenschappelijke naam van de soort is voor het eerst geldig gepubliceerd in 1901 door Eaton.
De soort komt voor in het Palearctisch gebied.